# Шин, Джиллиан
Джиллиан Мэри Шин (англ. Gillian Mary Sheen, в замужестве Доналдсон, англ. Donaldson; 21 августа 1928, Уиллесден, Мидлсекс — 5 июля 2021, Оберн, Нью-Йорк) — британская фехтовальщица на рапирах, чемпионка летних Олимпийских игр 1956 года в личном первенстве, чемпионка Игр Британской империи и Содружества наций 1958 года.

## Биография
Джиллиан Шин родилась в 1928 году. В 1945 году она победила на чемпионате Великобритании по фехтованию среди школьниц. В 1949 году впервые завоевала титул на взрослом чемпионате страны. Шин изучала стоматологию в Университетском колледже Лондона. Она 5 раз побеждала на Университетском чемпионате Великобритании.
Принимала участие в летних Олимпийских играх 1952 года, однако не заняла призовых мест. В 1954 году Шин заняла второе место на Играх Британской империи и Содружества наций. На летних Олимпийских играх 1956 года в Мельбурне Шин победила в личном первенстве, став первой чемпионкой по фехтованию от Великобритании.
В 1958 году Шин победила на Играх Британской империи и Содружества наций. Она также приняла участие в летних Олимпийских играх в 1960 году. В том же году она десятый раз победила на Чемпионате Великобритании.
В 1963 году Джиллиан Доналдсон завершила спортивную карьеру. Они с мужем переехали в Нью-Йорк, где открыли свою стоматологическую практику. Доминиканская Республика выпустила почтовую марку с фехтовальщицей. В 2019 году Доналдсон была удостоена титула члена Ордена Британской империи.